# دانشگاه چتم
دانشگاه چَتِم (به انگلیسی: Chatham University)  یک دانشگاه در ایالات متحده آمریکا است که در سال ۱۸۶۹ واقع در پیتسبرگ، پنسیلوانیا تأسیس شده‌است؛ که در مقاطع کارشناسی و کارشناسی ارشد خدمات ارائه می‌دهند.